# 안니아 코르니피키아 파우스티나 미노르

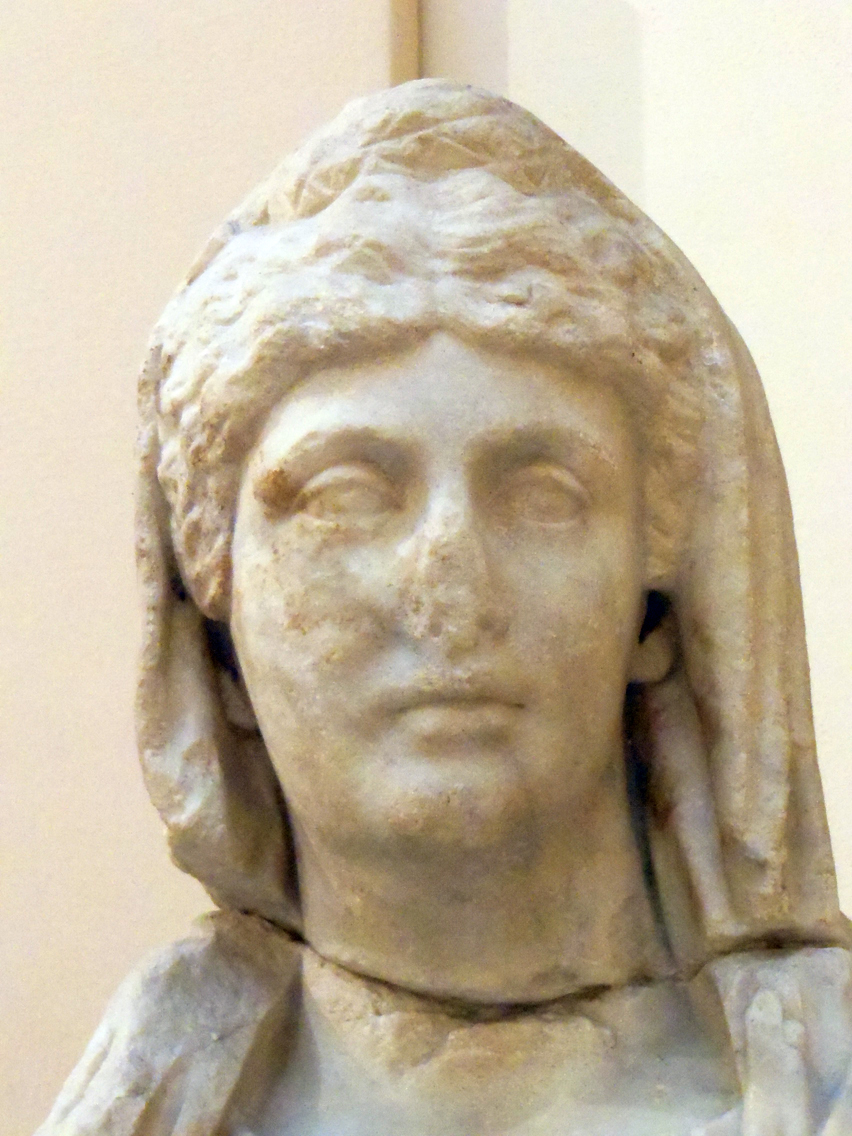

안니아 코르니피키아 파우스티나 미노르 (Annia Cornificia Faustina Minor, 160년–212년)는 로마 황제 마르쿠스 아우렐리우스와 그의 아내 소 파우스티나 사이에서 태어난 딸이다. 루킬라와 콤모두스에게 있어서는 여동생, 누이였다. 외조부모는 안토니누스 피우스와 대 파우스티나였고, 친조부모는 도미티아 루킬라와 법무관을 지낸 마르쿠스 안니우스 베루스였다. 그녀의 이름은 고모인 안니아 코르니피키아 파우스티나를 기념하여 이름 붙여졌다.

## 생애
코르니피키아 파우스티나는 로마에서 태어나고 자랐으며 이후에 아프리카계 로마 정치인 마르쿠스 페트로니우스 수라 마메르티누스와 혼인했는데, 그는 182년에 집정관을 지내기도 했다. 173년 이후 어느 시기에 부부 사이에 페트로니우스 안토니누스라는 아들이 태어났다. 그녀와 그녀 가족이 180년 초에 마르쿠스 아우렐리우스가 사망했을 당시에 있었던 동계 진지에 같이 있었을 가능성이 있다.
그녀의 남동생인 콤모두스가 황제 자리를 이어받았고, 190년과 192년 사이 어느 때, 그는 남편, 아들, 시동생, 동서의 사형을 내렸다. 코르니피카아는 콤모두스의 정치적 사형 명령에서 살아남았고 이후에 로마의 강력한 기사 계급 출신 귀족이자 여러 속주에서 프로쿠라토르를 지낸 루키우스 디디우스 마리누스와 재혼했다. 그는 세금 징수자 및 초대 친위대 트리부누스가 되었다.
페르티낙스의 짧은 재위 기간(193년)에, 그녀는 그와 불륜을 저질렀다. 212년에, 그녀 나이가 50대였을 시기, 카라칼라는 그녀와 그녀 아들에 대한 사형 명령을 내려, 마르쿠스 아우렐리우스와 소 파우스티나 사이에 남아있던 자녀를 제거하였다. 역사가 카시우스 디오는 그녀가 사망했을 때 태도를 기록하였다:
그녀의 유언은 "부적절한 육신에 갇혀있던 나의 가련하고, 불행한 영혼이 몸을 떠나, 자유로워져, 당신들에게 내가 마르쿠스 아우렐리우스의 딸이었음을 보여준다!"라고 말하며 장신구를 벗어버렸고, 혈관을 갈라 사망하였다.

## 참고 문헌
- Septimius Severus: the African emperor, By Anthony Richard Birley Edition: 2 – 1999
- Roman social history: a sourcebook By Tim G. Parkin, Arthur John Pomeroy 2007
- A commentary on the Letters of M. Cornelius Fronto, By Michael Petrus Josephus van den Hout, Marcus Cornelius Fronto 1999
- From Tiberius to the Antonines: a history of the Roman Empire AD 14–192, by Albino Garzetti, 1974.
- Stefan Priwitzer, Faustina minor - Ehefrau eines Idealkaisers und Mutter eines Tyrannen quellenkritische Untersuchungen zum dynastischen Potential, zur Darstellung und zu Handlungsspielraeumen von Kaiserfrauen im Prinzipat (Bonn: Dr. Rudolf Habelt, 2008) (Tuebinger althistorische Studien, 6).